# Markthalle (Nolay)

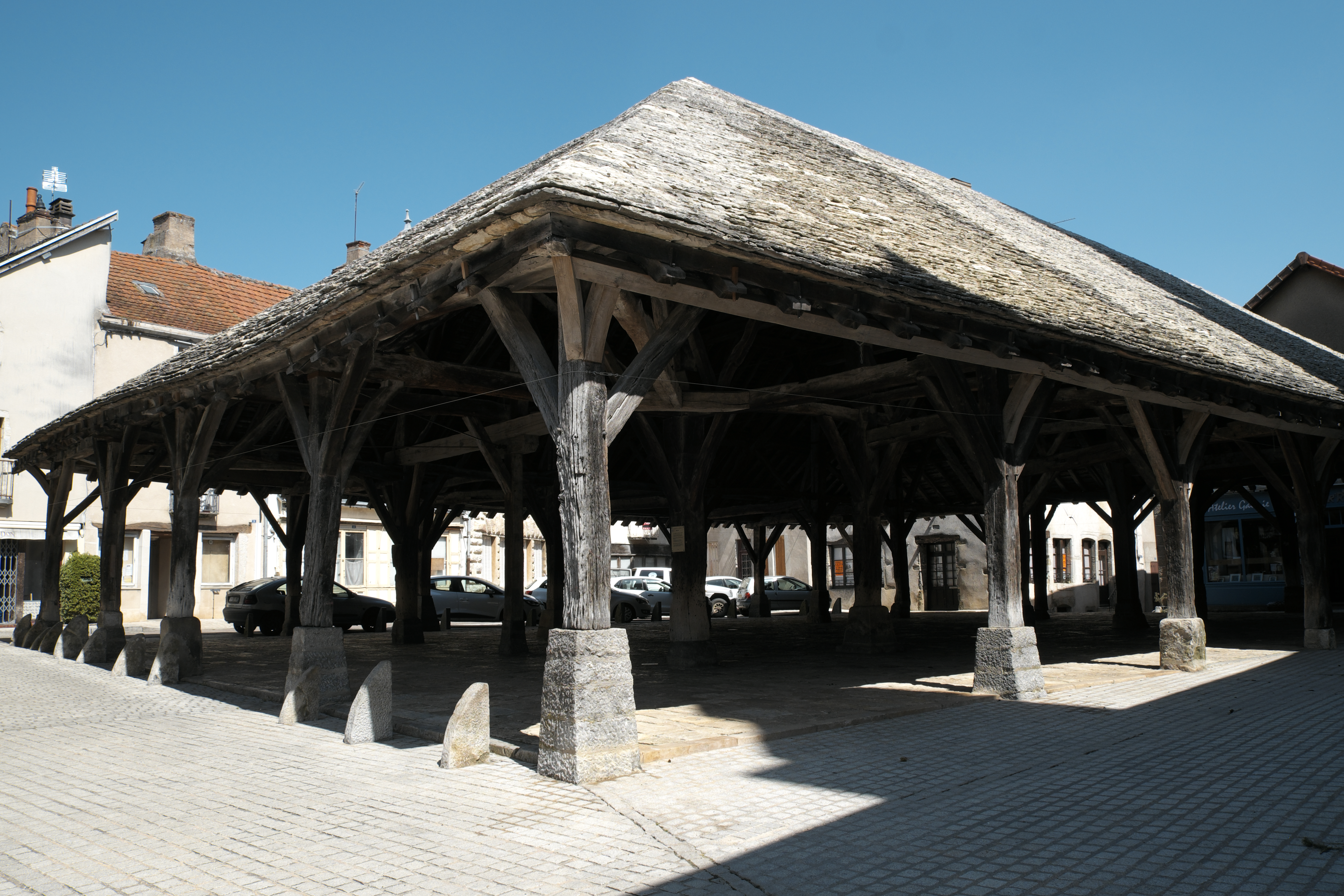
Markthalle in Nolay

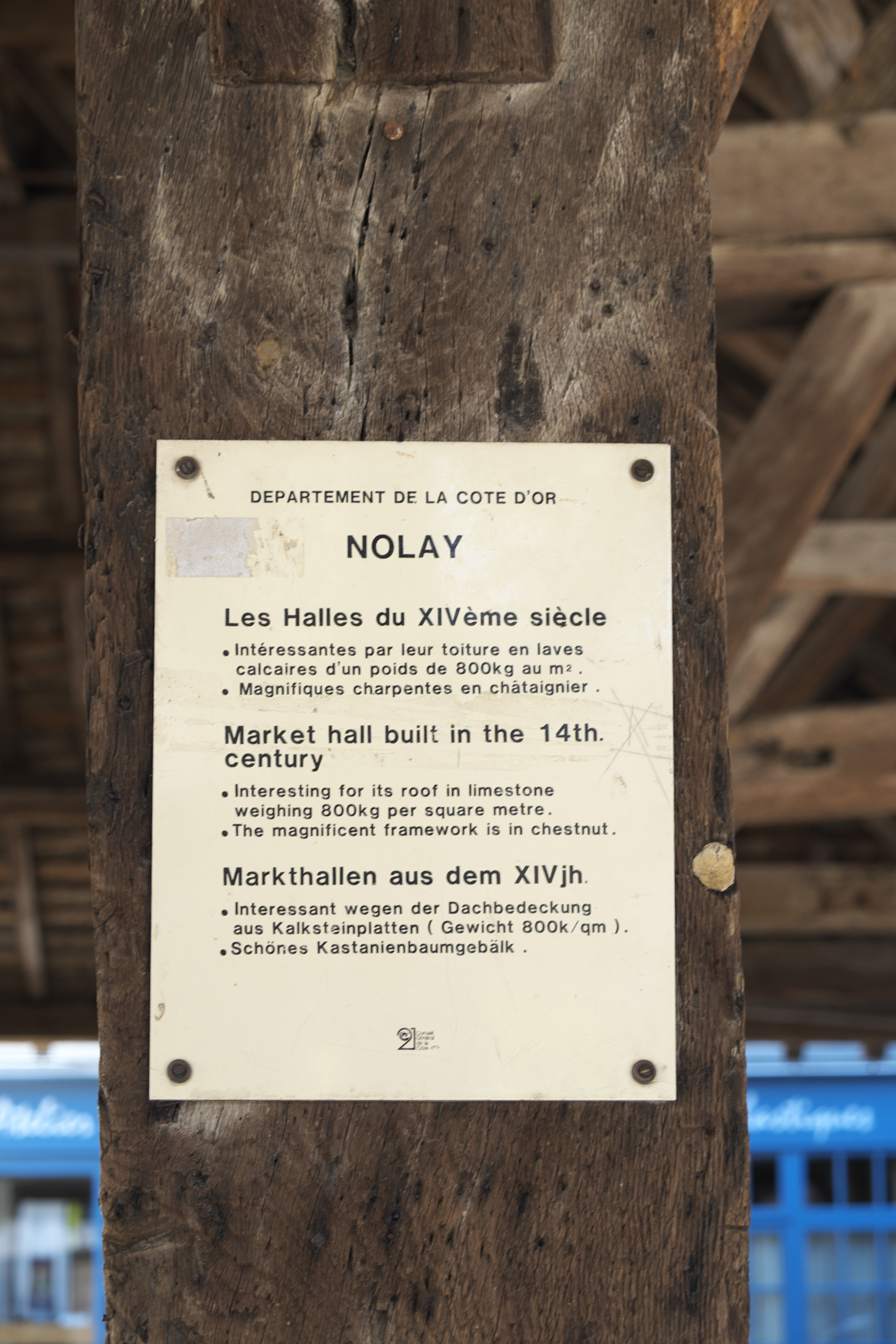
Informationsblatt

Die Markthalle in Nolay, einer Gemeinde im Département Côte-d’Or in der französischen Region Bourgogne-Franche-Comté, wurde im 14. Jahrhundert errichtet. Sie steht neben der katholischen Pfarrkirche Saint-Martin. Im Jahr 1907 wurde die Markthalle als Monument historique in die Liste der Baudenkmäler in Frankreich aufgenommen. Seit 1936 ist die Markthalle im Besitz des französischen Staates.

## Beschreibung
Die Markthalle von Nolay ist ein großer rechteckiger, aus Kastanienholz errichteter Bau. Die hölzernen Pfosten stehen auf hohen steinernen Sockeln. Auf einem Balken ist die Jahreszahl 1388 eingeschnitzt. Die Halle wird von Kalksteinplatten mit einem Gewicht von bis zu 800 Kilo pro Quadratmeter gedeckt.